# Informació privilegiada
La informació privilegiada (en anglès: insider trading) és la cotització d'accions d'una empresa de capital obert o altres valors (com bons o opcions financeres) per persones amb accés a informació no pública sobre aquesta. A diversos països, les transaccions basades en la informació privilegiada d'empreses són il·legals. Això és perquè és vist com una cosa injusta per a altres inversors que no tenen accés a la informació que l'inversor amb informació privilegiada podria potencialment convertir en beneficis molt més grans que un inversor típic.
Els autors d'un estudi afirmen que la informació privilegiada il·legal eleva el cost del capital per als emissors de valors, cosa que disminueix el creixement econòmic general. Tot i això, alguns economistes han argumentat que la informació privilegiada s'ha de permetre i podria beneficiar els mercats.
La cotització en borsa per persones específiques com els empleats de les empreses és comunament permesa, sempre que la informació no es basi en material que no és de domini públic. Tot i això, la majoria de les jurisdiccions requereixen que aquesta activitat sigui reportada de manera que es pugui monitorar a futur. Als Estats Units, les activitats financeres dutes a terme per funcionaris de l'empresa, empleats clau, directors o accionistes significatius s'han de notificar al regulador o ser públicament divulgades, generalment al cap de pocs dies que s'hagi realitzat la cotització al mercat.
Les regles al voltant de la informació privilegiada són complexes i varien significativament d'un país a un altre. La definició d'informació privilegiada pot ser àmplia i no només cobrir les persones que obtenen la informació, sinó també qualsevol persona que s'hi pugui associar, com a corredors de borsa i fins i tot membres familiars. Qualsevol persona que és conscient de tenir informació no pública i comercia a la borsa pot ser culpable davant dels ulls d'algunes jurisdiccions.